# 군사 편제
군사 편제(軍事編制, military organization)는 일정한 구조에 따라 부대를 편성하여 군 체제를 조직하는 것을 의미 또는 그 군 체제 및 구조를 의미한다.

## 부대의 단위
군의 부대 단위는 대체로 다음과 같은 계층 구조를 이루고 있지만, 나라마다 약간씩 차이는 있다.
- 전구(戰區, Theater) 또는 전역(戰域, Region)
- 전역(戰役, Campaign)
- 집단군(軍集團, Army group)[1]
- 야전군(野戰軍, Field Army)[2]
- 군단(軍團, Corps)
- 사단(師團, Division)
- 여단(旅團, Brigade)
- 연대(聯隊, Regiment)
- 대대(大隊, Battalion)
- 중대(中隊, Company)
- 소대(小隊, Platoon)
- 반(班, Section)
- 분대(分隊, Squad)
- 사격조(Fire team)

표 안의 기호(단위부대 기호)는 NATO의 APP-6A를 따른다.
| 나토 기호 | 명칭                        | 인원                      | 종속부대                                                 | 지휘관                            |
| --------- | --------------------------- | ------------------------- | -------------------------------------------------------- | --------------------------------- |
|           | 전역(Region), 전구(Theater) | 1,000,000 ~ 10,000,000 명 | 4개 이상의 집단군, 8개 이상의 집단군                     | 대원수(7성 장군) ~ 원수(6성 장군) |
|           | 집단군(Army Group)          | 400,000 ~ 1,000,000 명    | 2개 이상의 야전군(군)                                    | 차수 ~ 대장                       |
|           | 야전군(군, Field Army)      | 80,000 ~ 400,000 명       | 2개 이상의 군단 또는 사단                                | 대장 ~ 중장                       |
|           | 군단(Corps)                 | 20,000 ~ 80,000 명        | 2개 이상의 사단                                          | 중장                              |
|           | 사단(Division)              | 10,000 ~ 20,000 명        | 4개의 여단 또는 연대                                     | 소장 ~ 준장                       |
|           | 여단(Brigade)               | 3,000 ~ 5,000 명          | 4 ~ 6개의 대대                                           | 준장                              |
|           | 연대(Regiment)              | 1,000 ~ 3,000 명          | 3개 이상의 대대 또는 직할중대                            | 대령 ~ 중령                       |
|           | 대대(Battallion)            | 300 ~ 1,000 명            | 5개의 중대나 포대                                        | 중령 ~ 소령                       |
|           | 중대(Company)               | 60 ~ 250 명               | 3개의 소대                                               | 소령 ~ 대위                       |
|           | 소대(Platoon)               | 20 ~ 50 명                | 3개의 분대                                               | 대위 ~ 원사                       |
|           | 반(Section, Patrol)         | 8 ~ 20 명                 | 2개 이상의 분대(Section), 조(Crew) 또는 사격조(Fireteam) | 상사                              |
|           | 분대(Squad)                 | 8 ~ 15 명                 | 2개 이상의 사격조(Fireteam) 또는 1개 이상의 Cell         | 중사                              |
|           | 사격조(Fireteam)            | 2 ~ 5 명                  | 개별 전투원                                              | 하사                              |

## 같이 보기
- 공무원, 군인 계급, 경찰 계급, 소방관 계급
- 군대, 예비군